# Віртуальний прилад
Віртуа́льні при́лади (англ. Virtual Instrumentation) — концепція, відповідно до якої організуються програмно-керовані системи збору даних і керування технічними об'єктами і технологічними процесами. 
Сутність: система організується у вигляді програмної моделі деякого реально існуючого або гіпотетичного приладу, причому програмно реалізуються не тільки засоби управління (рукоятки, кнопки, лампочки тощо), але і логіка роботи приладу. Зв'язок програми з технічними об'єктами здійснюється через інтерфейсні вузли, що являють собою драйвери зовнішніх пристроїв.
Попередницею концепції віртуальних приладів служила концепція сліпих приладів, що передбачає організацію системи у вигляді фізичного пристрою («ящика», що реалізує логіку роботи приладу, але не має користувацького інтерфейсу), та програмно-реалізованих засобів керування.
Концепція віртуальних приладів застосовується як базова в таких продуктах, як:
- «LabVIEW» фірми «National Instruments» (США) (http://www.natinst.com [Архівовано 3 липня 2008 у Wayback Machine.]), реалізується на програмній архітектурі VISA
- «DASYLab» фірми «DATALOG» GmbH (Німеччина) (http://www.dasylab.com [Архівовано 25 вересня 2015 у Wayback Machine.])
- «DIAdem» фірми GfS mbH (Німеччина)
- «ZETLab» фірми "ЗЭТ" (Росія) (https://web.archive.org/web/20110206160557/http://www.zetms.ru/catalog/programs/zetlab_demo.php).

Примітка: зараз торгові марки «DASYLab» і «DiaDem» також належать «National Instruments».